# Merla alagrisa
La merla alagrisa (Turdus boulboul) és un ocell de la família dels túrdids (Turdidae).

## Hàbitat i distribució
Habita boscos densos de roures i rododendres, als Himàlaies, al nord de Pakistan, nord i est de l'Índia, nord de Myanmar, sud de la Xina, nord-oest de Tailàndia, nord de Laos i nord del Vietnam.